# Giulia Quintavalleová
Giulia Quintavalleová, (* 6. března 1983 v Livornu, Itálie) je italská zápasnice – judistka, olympijská vítězka z roku 2008.

## Sportovní kariéra
S judem začala v 5 letech v Rosignano Solvay a později v Cecině pod vedením Renata Cantiniho. Od roku 2002 se připravovala v tréninkovém centru na předměstí Říma v Ostii pod vedením Felice Marianiho. V roce 2007 se jí podařilo shodit do nižší lehké váhové kategorie a na mistrovství světa v Rio de Janeiru vybojovala 5. místem účast na olympijských hrách. V roce 2008 ladila formu k olympijských hrám v Pekingu a po výborném sportovním výkonu získala zlatou olympijskou medaili. Na tento úspěch si jí v dalších letech nepodařilo navázat. Jako členka širší světové špičky se pravidelně dostávala do finálových bojů, ale velké vítězství jí nebylo přáno mimo zlaté medaile z mistrovství Evropy týmu v roce 2010 a vítězství na slabě obsazených turnajích světového poháru v roce 2011. V roce 2012 jí na olympijských hrách v Londýně sahala opět po medaili, ale skončila na 5. místě. Po olympijských hrách v Londýně si vzala mateřskou pauzu. Koncem roku 2014 se na tatami vrátila.

### Vítězství
- 2011 – 3x světový pohár (Lisabon, Řím, Abú Dhabí)

## Výsledky
| Olympijské hry     | —  |     |     |   | —  |     |   |    | 1. |     |     |     | 5.  |   |   |     |  |  |  |  |  |  |  |  |  |  |
| Mistrovství světa  |    | —   |     | — |    | úč. |   | 5. |    | úč. | úč. | úč. |     | — | — | úč. |  |  |  |  |  |  |  |  |  |  |
| Evropské hry       |    |     |     |   |    |     |   |    |    |     |     |     |     |   |   | úč. |  |  |  |  |  |  |  |  |  |  |
| Mistrovství Evropy | —  | —   | —   | — | —  | 5.  | — | —  | 5. | úč. | 5.  | 5.  | úč. | — | — | úč. |  |  |  |  |  |  |  |  |  |  |
| ME do 23 let       |    |     |     | — | 7. | —   |   |    |    |     |     |     |     |   |   |     |  |  |  |  |  |  |  |  |  |  |
| ME juniorů         | 5. | úč. | úč. |   |    |     |   |    |    |     |     |     |     |   |   |     |  |  |  |  |  |  |  |  |  |  |

## Podrobnější výsledky

### Olympijské hry
| Rok      | Kategorie  |  | 1/32                              | 1/16                                    | čtvrtfinále                      | semifinále                     | opravy                              | o bronz                           | finále                                 |
| -------- | ---------- |  | --------------------------------- | --------------------------------------- | -------------------------------- | ------------------------------ | ----------------------------------- | --------------------------------- | -------------------------------------- |
| LOH 2008 | lehká váha |  | výhra – waz/osg Yvonne Bönischová | výhra – 3:08/kta Chišigbatyn Erdenet-Od | výhra – shi/yuk Barbara Harelová | výhra – shi/yuk Mária Pekliová | —                                   | —                                 | výhra – osg/yuk Deborah Gravenstijnová |
| LOH 2012 | lehká váha |  | volný los                         | výhra – 4:26/umg Kim Čan-ti             | prohra waz/dab Kaori Macumotová  | —                              | výhra – 1:58/H Sabrina Filzmoserová | prohra – 2:34/oug Marti Malloyová | —                                      |